# 아리 한
아드리아뉘스 한(네덜란드어: Adrianus Haan, 1948년 11월 16일 ~ )은 흔히 아리 한(Arie Haan)이라고 잘 알려진 네덜란드의 축구 감독이다. 아리한은 수비형 미드필더로 활약하였으나, 1974년 FIFA 월드컵에서는 수비수로 뛰었다.